# Liste der Baudenkmale in Schnackenburg
In der Liste der Baudenkmale in Schnackenburg sind alle Baudenkmale der niedersächsischen Gemeinde Schnackenburg aufgelistet. Der Stand der Liste ist der 25. Oktober 2021. Die Quelle der Baudenkmale ist der Denkmalatlas Niedersachsen.

## Allgemein
In den Spalten befinden sich folgende Informationen:
- Lage: die Adresse des Baudenkmales und die geographischen Koordinaten. Kartenansicht, um Koordinaten zu setzen. In der Kartenansicht sind Baudenkmale ohne Koordinaten mit einem roten Marker dargestellt und können in der Karte gesetzt werden. Baudenkmale ohne Bild sind mit einem blauen Marker gekennzeichnet, Baudenkmale mit Bild mit einem grünen Marker.
- Bezeichnung: Bezeichnung des Baudenkmales
- Beschreibung: die Beschreibung des Baudenkmales. Unter § 3 Abs. 2 NDSchG werden Einzeldenkmale und unter § 3 Abs. 3 NDSchG Gruppen baulicher Anlagen und deren Bestandteile ausgewiesen.
- ID: die Objekt-ID des Baudenkmales
- Bild: ein Bild des Baudenkmales, ggf. zusätzlich mit einem Link zu weiteren Fotos des Baudenkmals im Medienarchiv Wikimedia Commons. Wenn man auf das Kamerasymbol klickt, können Fotos zu Baudenkmalen aus dieser Liste hochgeladen werden:

## Schnackenburg

### Gruppen baulicher Anlagen in Schnackenburg
| Lage | Bezeichnung             | Beschreibung | ID       | Bild |
| --- | ----------------------- | --- | -------- | ---- |
| Alandstraße 1, 2, 4, 5, 6, 7, 8, 9, 10, 11, 12, 13, 14, 15, 19, 22, 25, 29, 31, 33, 35, Elbestraße 1, 2, 4, 5, 6, 7, 8, 9, 10, Kirchstraße 1, 3, 4, 5, Markt 1, 2, 3, 4, Niederstraße 1, 2, 4, 5, 6, 7, 10, 11, 12, 13, 14, 16, 17, 18, 53° 2′ 13″ N, 11° 33′ 58″ O | Stadtkern Schnackenburg | Schnackenburg liegt an der Mündung des Flusses Aland in die Elbe. Der Stadtgrundriss und Baubestand entstand nach einem Stadtbrand im August 1728. Der Baubestand der Wiederaufbauphase bis 1732 ist nur in Teilen erhalten, spätere Neu- und Ersatzbauten entstanden unter Wahrung von Maßstab und Materialität, sodass das Stadtbild des 18. Jahrhunderts erhalten blieb. | 30828656 |      |

### Einzelbaudenkmale in Schnackenburg
| Lage                                         | Bezeichnung         | Beschreibung | ID       | Bild           |
| -------------------------------------------- | ------------------- | --- | -------- | -------------- |
| Alandstraße 1 53° 2′ 12″ N, 11° 34′ 2″ O     | Wohnhaus            | Zweigeschossiger Fachwerk- und Massivbau unter Halbwalmdach in Hohlpfannendeckung. Nordwestliche Hälfte massiv in Sichtbackstein mit Lisenengliederung, Giebeltrapez in Fachwerk, verputzt. Ursprünglich wohl reiner Fachwerkbau. Anbau unter Abschleppung des Haupt-Daches auf der Nordostseite. | 30879721 |                |
| Alandstraße 2 53° 2′ 12″ N, 11° 34′ 1″ O     | Wohnhaus            | Zweigeschossiges, traufständiges Fachwerkgebäude unter Satteldach. | 30879702 |                |
| Alandstraße 4 53° 2′ 12″ N, 11° 34′ 0″ O     | Wohnhaus            | Zweigeschossiges, traufständiges Sichtbacksteingebäude unter Satteldach. | 30879664 |                |
| Alandstraße 5 53° 2′ 11″ N, 11° 34′ 2″ O     | Wohnhaus            | Eingeschossiger traufständiger Fachwerkbau mit Backsteinausfachung auf massivem Sockel unter Satteldach in Ziegeldeckung. Symmetrische Fassadenansicht mit schmalem, mittigem Zwerchhaus, darunter Eingang mit vorgelegten Stufen. Teilunterkellert. | 30879645 | BW             |
| Alandstraße 6 53° 2′ 12″ N, 11° 34′ 0″ O     | Wohnhaus            | Eingeschossiges traufständiges, teilunterkellertes Fachwerkgebäude unter ziegelgedecktem Satteldach. Mittiges Zwerchhaus unter Satteldach an der südöstlichen Traufseite, darunter außermittiger Eingang. Toreinfahrt in der nordöstlichen Zone. | 30880375 |                |
| Alandstraße 7 53° 2′ 11″ N, 11° 34′ 1″ O     | Wohnhaus            | Eingeschossiger traufständiger Fachwerkbau auf Backsteinsockel unter Satteldach. Mittiger Eingang mit vorgelegten Stufen. | 30879607 |                |
| Alandstraße 8 53° 2′ 12″ N, 11° 33′ 59″ O    | Wohn-/Geschäftshaus | Zweigeschossiges, traufständiges Fachwerkgebäude mit Backsteinausfachung auf Backsteinsockel unter Satteldach. Zwei traufseitige Eingänge für Wohn- und Ladenteil. Schaufenster im nordöstlichen Teil des Erdgeschosses. Lagerdach mit hohem Drempel und giebelseitigem Außen-Aufzug. | 30879586 |                |
| Alandstraße 9 53° 2′ 11″ N, 11° 34′ 0″ O     | Wohnhaus            | Zweigeschossiger, traufständiger Fachwerkbau mit Backsteinausfachung auf massivem Sockel unter Satteldach. Teilunterkellert. | 30879567 |                |
| Alandstraße 10 53° 2′ 11″ N, 11° 33′ 57″ O   | Wohnhaus            | Zweigeschossiger, giebelständiger Fachwerkbau mit Backsteinausfachung unter rückseitig abgewalmtem Satteldach. Errichtet wohl um 1800/Anfang 19. Jahrhundert, massive, verputzte Fassade mit geschosstrennenden Gesimsen und flachem Dreiecksgiebel über geschweiften Giebelflanken wenig später ergänzt, wohl 1. Hälfte des 19. Jahrhunderts. | 30879548 |                |
| Alandstraße 11 53° 2′ 11″ N, 11° 34′ 0″ O    | Wohnhaus            | Zweigeschossiges, giebelständiges Fachwerkgebäude unter Halbwalmdach. Ursprünglich wohl in Ständer- oder Mischbauweise errichtet. Im Kern vermutlich 18. Jahrhundert, später mehrfach verändert. | 30879529 |                |
| Alandstraße 12 53° 2′ 10″ N, 11° 33′ 57″ O   | Wohnhaus            | Zweigeschossiges, giebelständiges Fachwerkgebäude unter Satteldach mit nachträglich vorgesetzter, massiver Sichtbacksteinfassade. Errichtet im 18. Jahrhundert, Fassade Mitte des 19. Jahrhunderts. | 30879510 |                |
| Alandstraße 13 53° 2′ 11″ N, 11° 34′ 0″ O    | Wohnhaus            | Zweigeschossiges giebelständiges Gebäude unter ziegelgedecktem Satteldach. Ursprünglich in Fachwerk, in mehreren Phasen massiv erneuert. Straßenseitige Fassade Anfang 20. Jahrhundert, im Kern älter. | 30879491 |                |
| Alandstraße 14 53° 2′ 10″ N, 11° 33′ 56″ O   | Wohnhaus            | Zweigeschossiges, giebelständiges Fachwerkgebäude unter ziegelgedecktem Halbwalmdach. Ausfachung teils in Backstein, traufseitig teils noch ursprünglich mit Lehmstakung. Im Kern 18. Jahrhundert, Straßenfassade Anfang des 20. Jahrhunderts massiv erneuert. | 30879472 |                |
| Alandstraße 15 53° 2′ 10″ N, 11° 33′ 57″ O   | Wohnhaus            | Zweigeschossiger, giebelständiger Fachwerkbau mit Backsteinausfachung auf massivem Sockel unter Satteldach in Ziegeldeckung. Giebeldreieck verbrettert. Teilunterkellert. | 30879453 |                |
| Alandstraße 19 53° 2′ 9″ N, 11° 33′ 56″ O    | Wohnhaus            | Zweigeschossiges, giebelständiges Fachwerkgebäude auf massivem Backsteinsockel unter Satteldach mit rückseitigem Halbwalm. Ursprünglich wohl in Ständer- oder Mischbauweise errichtet. | 30879396 |                |
| Alandstraße 22 53° 2′ 10″ N, 11° 33′ 55″ O   | Wohnhaus            | Zweigeschossiges, traufständiges Fachwerkgebäude unter ziegelgedecktem Halbwalmdach. | 30879339 |                |
| Alandstraße 25 53° 2′ 9″ N, 11° 33′ 55″ O    | Wohnhaus            | Zweigeschossiges traufständiges Massivgebäude in Sichtbacksteinmauerwerk unter ziegelgedecktem Satteldach. Gebäudeecken lisenenartig leicht vortretend, Geschossgesims im Zierverband. Horizontale Gliederung durch dunkel glasierte Backsteine. Stichbogige Fenster- und Türöffnungen. | 30879282 |                |
| Alandstraße 29 53° 2′ 9″ N, 11° 33′ 54″ O    | Wohnhaus            | Zweigeschossiges, giebelständiges Fachwerkgebäude unter ziegelgedecktem Satteldach mit rückwärtigem Flügelbau, ebenfalls unter Satteldach. Im Kern wohl Ende 18. Jahrhundert, Fassade massiv in Sichtbackstein erneuert, 1. Hälfte 20. Jahrhundert. | 30879206 |                |
| Alandstraße 31 53° 2′ 8″ N, 11° 33′ 54″ O    | Wohnhaus            | Zweigeschossiges, traufständiges Fachwerkgebäude mit Backsteinausfachung auf massivem Backsteinsockel unter ziegelgedecktem Walbwalmdach. Teilunterkellert. | 30879168 |                |
| Alandstraße 33 53° 2′ 8″ N, 11° 33′ 53″ O    | Wohnhaus            | Zweigeschossiges, traufständiges Fachwerkgebäude mit Backsteinausfachung auf massivem Backsteinsockel unter Halbwalmdach. Sockel straßenseitig nachträglich erhöht. Im Kern wohl 18. Jahrhundert, aber mehrfach verändert. | 30879130 |                |
| Alandstraße 35 53° 2′ 8″ N, 11° 33′ 53″ O    | Wohnhaus            | Zweigeschossiger, traufständiger Fachwerk- und Massivbau unter Satteldach. Im Kern und rückwärtig wohl Fachwerk, Fassade und nördlicher Teil der Giebelseiten nachträglich, vermutlich Anfang des 20. Jahrhunderts, massiv in Sichtbackstein erneuert. | 30879092 | BW             |
| Am Markt 1 53° 2′ 12″ N, 11° 34′ 1″ O        | Wohnhaus            | Zweigeschossiger Fachwerkbau mit Backsteinausfachung unter Halbwalmdach in Hohlpfannendeckung. Ecklage, giebelständig zur Alandstraße, traufständig zum Markt. Am Nordwestgiebel angebauter, zweigeschossiger Flügelbau in Fachwerk mit Backsteinausfachung unter Satteldach in Hohlpfannendeckung. Wohnhaus im Kern wohl Ende des 18. Jahrhunderts errichtet, Umbau zu Laden im Erdgeschoss und Lager im Flügelbau Ende des 19. Jahrhunderts. | 30877614 |                |
| Am Markt 2 53° 2′ 13″ N, 11° 34′ 1″ O        | Wohnhaus            | Zweigeschossiger Fachwerkbau mit Backsteinausfachung auf massivem Backsteinsockel unter Halbwalmdach in Biberschwanzdeckung. Streng symmetrische Straßenfassade mit mittigem Eingang im Erdgeschoss. Lagerdach mit erhaltener Ladeluke und Aufzug-Ausleger am Nordwestgiebel. Zugehöriges Nebengebäude an der Niedernstraße. | 30877654 |                |
| Am Markt 2 53° 2′ 13″ N, 11° 34′ 0″ O        | Nebengebäude        | Nebengebäude zum Wohnhaus Am Markt 2, angebaut an dessen Nordwestecke in der Niedernstraße, auf L-förmigem Grundriss, traufständig zur Niedernstraße, einen Innenhof umschließend. Tordurchfahrt von der Niedernstraße. Hohes, massives Erdgeschoss mit aufgesetztem Fachwerkstock unter ziegelgedecktem Satteldach. | 36275175 |                |
| Am Markt 3 53° 2′ 14″ N, 11° 34′ 4″ O        | Ehemaliges Amtshaus | Freistehendes, axial auf den Marktplatz ausgerichtetes, vom Platzraum zurückgesetztes Gebäude mit vorgelagertem, eingefriedeten Hof. Zweigeschossiger Fachwerkbau mit Backsteinausfachung auf massivem Backsteinsockel unter Walmdach in Hohlpfannendeckung. Symmetrische, monochrom überschlämmte Fassade, zentrale Eingangstür mit vorgelegten Stufen und gesimsartiger Überdachung. | 30877675 |                |
| Am Markt 4 53° 2′ 13″ N, 11° 34′ 3″ O        | Ehemaliges Brauhaus | Freistehender, zweigeschossiger Fachwerkbau mit Backsteinausfachung auf massivem Backsteinsockel unter Halbwalmdach in Hohlpfannendeckung. Ursprünglich Brauhaus des Amtshofes mit Lagernutzung im Obergeschoss. Ursprünglich ungewöhnliche Traufenausbildung auf der Nordseite mit hölzernen Konsolwinkeln. | 30877696 |                |
| Elbstraße 1 53° 2′ 14″ N, 11° 34′ 1″ O       | Wohnhaus            | Zweigeschossiger Fachwerkbau in Ecklage, traufständig zur Elbstraße und giebelständig zum Markt, auf Backsteinsockel, mit Backsteinausfachung unter Satteldach in Hohlpfannendeckung. Teilunterkellert. Traufseitige Erschließung mit vorgelegten Stufen. Zweiflügelige Haustür mit Oberlicht. Ladeluke im Südgiebel-Dachgeschoss. | 30878898 |                |
| Elbstraße 1 53° 2′ 15″ N, 11° 34′ 0″ O       | Nebengebäude        | Anderthalbgeschossiges, traufständiges Sichtbacksteingebäude unter Satteldach, an den Nordwestgiebel des Haupthauses angebaut. Traufhohes Einfahrtstor am Südende der Nordostfassade, zwei weitere Eingangstüren. Geschosstrennendes Gesims aus diagonal versetzten Backsteinen. | 39141187 |                |
| Elbstraße 2 53° 2′ 15″ N, 11° 34′ 2″ O       | Wohnhaus            | Eingeschossiges Fachwerkgebäude auf hohem Sockel unter ziegelgedecktem Halbwalmdach in Ecklage, traufständig zur Elbstraße, giebelständig zum Fährgang. Dreiachsiges, zentrales Zwerchhaus unter Satteldach an der Westseite. Vollständig verkleidet. M. 18. Jh. | 30878818 |                |
| Elbstraße 4 53° 2′ 15″ N, 11° 34′ 1″ O       | Wohnhaus            | Zweigeschossiges, traufständiges Fachwerkgebäude mit Backsteinausfachung auf hohem Backsteinsockel unter ziegelgedecktem Halbwalmdach. Traufseitige Erschließung mit vorgelegten Stufen. | 30878858 |                |
| Elbstraße 5 53° 2′ 15″ N, 11° 34′ 0″ O       | Wohnhaus            | Zweigeschossiger, traufständiger Fachwerkbau auf Backsteinsockel unter ziegelgedecktem Satteldach. Teilunterkellert. Einfahrtstor im nördlichen Fassadendrittel. | 30878839 |                |
| Elbstraße 6 53° 2′ 16″ N, 11° 34′ 1″ O       | Wohnhaus            | Zweigeschossiges, traufständiges Fachwerkgebäude mit Backsteinausfachung auf massivem Backsteinsockel unter ziegelgedecktem Halbwalmdach. Rückseitige Fassade in Geschossbauweise. Teilunterkellert. | 30878377 |                |
| Elbstraße 7 53° 2′ 16″ N, 11° 33′ 59″ O      | Gasthaus            | Zweigeschossiger, traufständiger Fachwerkbau mit Backsteinausfachung auf massivem Sockel unter Satteldach in Hohlpfannendeckung mit einseitigem Halbwalm. Nachträgliche Schleppgaube in der straßenseitigen Dachfläche. Westliche Traufseite teilweise massiv erneuert. Traufständiger, nachträglich angebauter, eingeschossiger Saalanbau unter Satteldach an der nordwestlichen Giebelseite. | 30880335 |                |
| Elbstraße 8 53° 2′ 16″ N, 11° 34′ 0″ O       | Wohnhaus            | Zweigeschossiges, traufständiges Fachwerkgebäude mit Backsteinausfachung auf hohem Backsteinsockel unter ziegelgedecktem Satteldach. Aus der Fassade vortretende Zier-Balkenköpfe über dem Erdgeschoss, jedoch ohne Obergeschoss-Vorkragung. Zweiflügelige Haustür mit Oberlicht. Teilunterkellert. | 30878339 |                |
| Elbstraße 9 53° 2′ 17″ N, 11° 33′ 55″ O      | Wohnhaus            | Zweigeschossiger Fachwerkbau in Ecklage, traufständig zur Elbstraße, giebelständig zur Grabenstraße, mit Backsteinausfachung auf geschlämmtem Backsteinsockel unter Halbwalmdach in Hohlpfannendeckung. Teilunterkellert. Symmetrischer Fassadenaufbau, straßenseitig mit sieben, rückseitig mit 6 Fensterachsen. | 30878318 |                |
| Elbstraße 10 53° 2′ 16″ N, 11° 34′ 0″ O      | Wohnhaus            | Zweigeschossiger, traufständiger Fachwerkbau mit Backsteinausfachung auf sehr hohem Sockel unter Satteldach. Symmetrische Fassadenaufteilung mit fünf Fensterachsen, aber außermittigem Eingang. Massive, fassadenparallele Freitreppe aus Backstein. Wohl bauzeitliche Eingangstür mit Oberlicht. | 30878297 |                |
| Kirchhofsweg 53° 2′ 30″ N, 11° 33′ 0″ O      | Jüdischer Friedhof  | Der Jüdische Friedhof Schnackenburg ist ein Begräbnisplatz der ehemaligen Synagogengemeinde Gartow-Schnackenburg, angrenzend an den 1836 außerhalb der Stadt neu angelegten christlichen Friedhof. Sieben Steine, davon fünf aufrecht und zwei liegend. Im Süden zwei Torpfeiler des ehemaligen separaten Zugangs aus Naturstein mit Stützkloben. | 30879740 | Weitere Bilder |
| Kirchstraße 53° 2′ 14″ N, 11° 33′ 56″ O      | St. Nicolai         | Langgestreckter Saalbau in Backsteinmauerwerk unter Satteldach in Hohlpfannendeckung. Halbwalm im Osten, kleiner Fachwerkanbau an der Südseite des Schiffes. Ungegliederter, querrechteckiger Westturm in Backsteinmauerwerk unter Pyramidendach in Biberschwanzdeckung, darüber Laterne mit Schieferbehang und Turmuhr. Älteste Teile um 1200, Turmhelm und Spitze um 1750 (Wetterfahne), Schiff wohl 1. Hälfte des 13. Jahrhunderts, Dachwerk 1726 (nach Brand), Fachwerkanbau 1777.                                                            | 30877755 | Weitere Bilder |
| Kirchstraße 53° 2′ 14″ N, 11° 33′ 56″ O      | Kirchplatz          | Freifläche um die Kirche herum, eingefasst teils durch angrenzende Gebäude, Backsteinmauern und Heckenpflanzungen. Alter und jüngerer Baumbestand, Rasenfläche, Vorplatz zur Kirchstraße mit Klinkerpflaster. | 30880293 |                |
| Kirchstraße 1 53° 2′ 12″ N, 11° 33′ 55″ O    | Wohnhaus            | Giebelständiger, zweigeschossiger Fachwerkbau mit Backsteinausfachung unter Halbwalmdach. Straßenseitige Fassade im Erdgeschoss massiv in Backstein ersetzt. Außermittiger, leicht zurückgesetzter Eingang mit zweiflügeliger Tür mit Oberlicht und vorgelegten Stufen. | 30877898 |                |
| Kirchstraße 3 53° 2′ 13″ N, 11° 33′ 54″ O    | Wohnhaus            | Zweigeschossiger, traufständiger Fachwerkbau auf Backsteinsockel mit Backsteinausfachung unter Halbwalmdach in Ziegeldeckung. Zwerchhaus unter Satteldach mittig in der straßenseitigen Dachfläche. | 30877858 | BW             |
| Kirchstraße 4 53° 2′ 13″ N, 11° 33′ 55″ O    | Pfarrhaus           | Freistehendes, zweigeschossiges, traufständiges Gebäude unter ziegelgedecktem Halbwalmdach. Ursprünglich Fachwerk, Erdgeschoss nachträglich massiv ersetzt. Symmetrische, fünfachsige Fassade mit mittigem Eingang. Fensterstürze im Erdgeschoss aus Holz, vermutl. aus Teilen des ursprünglichen Erdgeschoss-Fachwerks. | 30877837 |                |
| Kirchstraße 5 53° 2′ 14″ N, 11° 33′ 53″ O    | Alte Schule         | Freistehender, zweigeschossiger, traufständiger Sichtbacksteinbau auf hohem Sockel unter Satteldach in Hohlpfannendeckung. Symmetrische, siebenachsige Fassadengestaltung. Mittiger Eingang mit zweiläufiger, fassadenparalleler Freitreppe. Zweiflügelige Eingangstür mit Oberlicht. Vollständig unterkellert. M. 19. Jh. | 30877816 |                |
| Niedernstraße 1 53° 2′ 13″ N, 11° 34′ 0″ O   | Wohnhaus            | Eingeschossiger, traufständiger Fachwerkbau mit Backsteinausfachung auf massivem Sockel unter Satteldach in Falzziegeldeckung. Symmetrische Fassadenaufteilung mit mittigem Eingang mit Freitreppe. | 30877595 |                |
| Niedernstraße 2 53° 2′ 14″ N, 11° 34′ 0″ O   | Wohnhaus            | Zweigeschossiges, giebelständiges Fachwerkgebäude mit nachträglich vorgeblendeter Sichtbacksteinfassade unter ziegelgedecktem Halbwalmdach. Straßenseitiger Giebel mit geschosstrennenden Zierbändern. Rückwärtiger Giebel im Erdgeschoss massiv ersetzt. Einseitig auf der nordöstlichen Traufseite vergrößerter Dachüberstand durch herausgezogene, durch Kopfbüge unterstützte Deckenbalken. Am rückwärtigen Giebel angebautes, eingeschossiges, vermutlich bauzeitliches Nebengebäude in Fachwerk auf hohem Backsteinsockel unter Satteldach. | 30878398 |                |
| Niedernstraße 4 53° 2′ 14″ N, 11° 34′ 0″ O   | Wohnhaus            | Zweigeschossiges, giebelständiges Fachwerkgebäude unter ziegelgedecktem Halbwalmdach. Erdgeschoss nachträglich teilweise massiv ersetzt, straßenseitig mit Scheinfachwerk verkleidet. Am Südostgiebel auskragende Windengaube über Ladeluke. Im Kern 18. Jahrhundert, teils stark verändert. | 30878780 |                |
| Niedernstraße 5 53° 2′ 13″ N, 11° 33′ 59″ O  | Wohnhaus            | Eingeschossiges, traufständiges Fachwerkgebäude auf massivem Sockel unter ziegelgedecktem Satteldach. Zweiachsiges, außermittiges Zwerchhaus über mittiger Eingangstür an der Nordwestfassade. | 30828656 |                |
| Niedernstraße 6 53° 2′ 13″ N, 11° 33′ 59″ O  | Wohnhaus            | Zweigeschossiger traufständiger Fachwerkbau mit Backsteinausfachungen unter Halbwalmdach. Erdgeschoss teilweise massiv erneuert. Errichtet in der Mitte des 18. Jahrhunderts, Umbau 1901. | 30878740 |                |
| Niedernstraße 7 53° 2′ 13″ N, 11° 33′ 59″ O  | Wohnhaus            | Eingeschossiger, traufständiger Fachwerkbau mit Backsteinausfachung auf massivem Backsteinsockel unter ziegelgedecktem Satteldach in Ecklage zur unbenannten Gasse in Richtung Alandstraße. Symmetrische, fünfachsige Fassadengestaltung mit mittigem Eingang. Teilunterkellert. | 30878721 |                |
| Niedernstraße 10 53° 2′ 13″ N, 11° 33′ 57″ O | Wohnhaus            | Zweigeschossiges, traufständiges Fachwerkgebäude mit Backsteinausfachung auf massivem Sockel unter ziegelgedecktem Satteldach. | 30878664 |                |
| Niedernstraße 11 53° 2′ 12″ N, 11° 33′ 57″ O | Wohnhaus            | Eingeschossiges, traufständiges Fachwerkgebäude mit Backsteinausfachung auf massivem Sockel unter Satteldach. | 30828656 |                |
| Niedernstraße 12 53° 2′ 13″ N, 11° 33′ 57″ O | Wohnhaus            | Zweigeschossiges, traufständiges Fachwerkgebäude auf niedrigem Backsteinsockel unter Halbwalmdach in Biberschwanz-Kronendeckung. Ausfachung der Südostfassade mit Backstein, giebelseitig mit Lehmstakung. Unregelmäßige Fassadengestaltung. Leicht außermittige, zweiflügelige Eingangstür mit Oberlicht. | 30878626 |                |
| Niedernstraße 13 53° 2′ 12″ N, 11° 33′ 56″ O | Wohnhaus            | Eingeschossiges, traufständiges Fachwerkgebäude mit Backsteinausfachung auf hohem Backsteinsockel unter Satteldach mit Drempel. Straßenseitig mittiges Zwerchhaus mit zwei Fensterachsen unter Satteldach. | 30878607 |                |
| Niedernstraße 14 53° 2′ 12″ N, 11° 33′ 56″ O | Wohnhaus            | Zweigeschossiger Fachwerkbau mit Backsteinausfachung auf Backsteinsockel unter Satteldach mit einseitigem Halbwalmdach. Ecklage, traufständig zur Niedernstraße, giebelständig zur Kirchstraße. Erdgeschoss in der Südecke nachträglich massiv in Sichtbacksteinmauerwerk ersetzt. Am Nordostgiebel zweigeschossiges Nebengebäude als fassadenbündiger Flügel ohne Baunaht angebaut. | 30878588 |                |
| Niedernstraße 16 53° 2′ 12″ N, 11° 33′ 55″ O | Wohnhaus            | Zweigeschossiger Fachwerkbau mit Backsteinausfachung auf Backsteinsockel unter Halbwalmdach in Biberschwanz-Kronendeckung. Ecklage, traufständig zur Niedernstraße, giebelständig zur Kirchstraße. An beiden Straßenfassaden jeweils bündig angebaute, eingeschossige Nebengebäude unter Satteldächern, wohl bauzeitlich oder wenig jünger. Fachwerk im Obergeschoss teilweise verändert. | 30878550 |                |
| Niedernstraße 17 53° 2′ 11″ N, 11° 33′ 55″ O | Wohnhaus            | Freistehender, zweigeschossiger, giebelständiger Fachwerkbau unter ziegelgedecktem Halbwalmdach. Straßenseitiger Giebel nachträglich massiv in Sichtbackstein ersetzt. Traufseitig Backsteinausfachung und Lehmstakung. An südwestlicher Traufseite Nebengebäude unter Schleppdach fassadenbündig angebaut. Im Kern wohl 18. Jahrhundert, Fassade 1. Hälfte 20. Jahrhundert. | 30878531 |                |
| Niedernstraße 18 53° 2′ 12″ N, 11° 33′ 54″ O | Wohnhaus            | Freistehender, zweigeschossiger, traufständiger Fachwerkbau mit Backsteinausfachung unter Halbwalmdach in Hohlpfannendeckung. Erdgeschoss nachträglich in Sichtbacksteinmauerwerk massiv ersetzt. | 30878512 |                |

## Gummern

### Einzelbaudenkmale in Gummern
| Lage                             | Bezeichnung   | Beschreibung | ID       | Bild |
| -------------------------------- | ------------- | --- | -------- | ---- |
| Nr. 1 53° 1′ 4″ N, 11° 33′ 17″ O | Verwalterhaus | Eingeschossiger Sichtbacksteinbau mit ausgebautem Dachgeschoss unter Halbwalmdach in Biberschwanzkronendeckung. Symmetrische Aufteilung mit jeweils einem mittigen Eingang an den Traufseiten, im Norden zum Hof, im Süden zum Garten. Ursprünglich Verwalterhaus einer Hofanlage, die als Vorwerk zum Gut Gartow gehört. | 30880232 | BW   |

### Ehem Baudenkmale in Gummern
| Lage                               | Bezeichnung                  | Beschreibung | ID | Bild |
| ---------------------------------- | ---------------------------- | ------------ | -- | ---- |
| Nr. 1 53° 1′ 6″ N, 11° 33′ 19″ O   | Vorwerk Gummern              |              |    | BW   |
| Nr. 1 53° 1′ 5″ N, 11° 33′ 16″ O   | Göpelscheune                 |              |    | BW   |
| Nr. 1 53° 1′ 6″ N, 11° 33′ 16″ O   | Scheune                      |              |    | BW   |
| Nr. 6 53° 1′ 2″ N, 11° 33′ 36″ O   | Wohn- und Wirtschaftsgebäude |              |    | BW   |
| Nr. 8 53° 1′ 1″ N, 11° 33′ 42″ O   | Wohn- und Wirtschaftsgebäude |              |    | BW   |
| Nr. 11 53° 0′ 58″ N, 11° 33′ 45″ O | Mehrfamilienhaus             |              |    | BW   |

## Holtorf

### Gruppen baulicher Anlagen in Holtorf
| Lage                                   | Bezeichnung             | Beschreibung | ID       | Bild |
| -------------------------------------- | ----------------------- | --- | -------- | ---- |
| Holtorf 58 53° 1′ 57″ N, 11° 30′ 37″ O | Kirche mit Friedhof     | Gruppe baulicher Anlagen, bestehend aus der im Kern spätmittelalterlichen Backsteinkirche sowie dem umgebenden Friedhof auf annähernd dreieckigem Grundstück mit Einfriedung aus einer Backsteinmauer. | 30828677 |      |
| Holtorf 89 53° 1′ 40″ N, 11° 31′ 0″ O  | Hofanlage Dorfstraße 89 | Hofanlage in Alleinlage etwas südlich des Dorfes auf kleiner, annähernd dreieckiger Parzelle, bestehend aus Wohn-Wirtschaftsgebäude, Stall und Scheune. Die drei Gebäude sind direkt aneinander gebaut, wobei der niedrigere Stall das traufständige Wohn-Wirtschaftsgebäude und die giebelständige Scheune verbindet. Der kleine Hofbereich vor den drei Gebäuden ist straßenseitig mit einem hölzernen Lattenzaun eingefriedet. | 39065284 | BW   |

### Einzelbaudenkmale in Holtorf
| Lage                                   | Bezeichnung                  | Beschreibung | ID       | Bild           |
| -------------------------------------- | ---------------------------- | --- | -------- | -------------- |
| Holtorf 1 53° 2′ 10″ N, 11° 29′ 43″ O  | Wohnhaus                     | Freistehender, eingeschossiger Fachwerkbau mit Backsteinausfachung auf hohem Backsteinsockel unter Satteldach in Zementschindeldeckung auf hohem Drempel. Teilunterkellert | 30879853 | BW             |
| Holtorf 58 53° 1′ 57″ N, 11° 30′ 37″ O | Kirche                       | Kleiner Saalbau in Backsteinmauerwerk unter Satteldach in Hohlpfannendeckung und Schopfwalm am Ostgiebel; hier Anbau einer Sakristei in Fachwerk mit Backsteinausfachung unter Satteldach in Hohlpfannendeckung. Wuchtiger, querrechteckiger Westturm unter quer ausgerichtetem Satteldach ebenfalls in Hohlpfannendeckung. Im Kern spätmittelalterlich, Turm 1633, Schiff 1745. | 30880038 | Weitere Bilder |
| Holtorf 58 53° 1′ 56″ N, 11° 30′ 37″ O | Friedhof                     | | 30880019 | BW             |
| Holtorf 43 53° 1′ 58″ N, 11° 30′ 26″ O | Wohn- und Wirtschaftsgebäude | Langgestrecktes, eingeschossiges Querdielenhaus in Fachwerkbauweise mit Backsteinausfachung auf Backsteinsockel. Satteldach in Ziegeldeckung. Wohl als Doppelwohnhaus mit zwei Wohnteilen und zwei Feuerstellen geplant. Inschriftliche Datierung am Dielentor: 1842. | 30879817 | BW             |
| Holtorf 84 53° 1′ 45″ N, 11° 30′ 56″ O | Doppelwohnhaus               | Freistehender, eingeschossiger Sichtbacksteinbau unter Satteldach. Doppelwohnhaus mit symmetrischem Aufbau mit großem, dreiachsigen Zwerchhaus zentral in der südlichen Dachfläche. Hoher Drempel mit Backsteingliederungen. Inschriftliche Datierung durch Eisenanker am Zwerchgiebel: 1911.                                                                                    | 30880059 | BW             |
| Holtorf 89 53° 1′ 40″ N, 11° 30′ 59″ O | Wohn- und Wirtschaftsgebäude | Eingeschossiges Querdielen-Fachwerkhaus mit Backsteinausfachung auf Backsteinsockel unter Satteldach mit hohem Drempel. | 38922145 | BW             |
| Holtorf 89 53° 1′ 39″ N, 11° 30′ 59″ O | Scheune                      | Giebelständiges, eingeschossiges Fachwerkgebäude mit Backsteinausfachung unter Satteldach. Zwei Quereinfahrten an der Nordseite. | 38922529 | BW             |
| Holtorf 89 53° 1′ 39″ N, 11° 31′ 0″ O  | Stall                        | Eingeschossiger, traufständiger Fachwerkbau mit Backsteinausfachung auf Backsteinsockel unter Satteldach, zwischen Wohn-/Wirtschaftsgebäude und Scheune. Nördlicher Teil der Ostfassade leicht vorspringend | 38922311 | BW             |

## Kapern

### Gruppen baulicher Anlagen in Kapern
| Lage                                            | Bezeichnung         | Beschreibung | ID       | Bild           |
| ----------------------------------------------- | ------------------- | --- | -------- | -------------- |
| Westliches Ortsende 53° 1′ 12″ N, 11° 31′ 45″ O | Kirche mit Kirchhof | Die Kirche Kapern ist eine Baudenkmalgruppe, bestehend aus der neoromanischen Backsteinkirche des Architekten Conrad Wilhelm Hase sowie dem sie umgebenden, mit einer Backsteinmauer eingefriedeten Kirchhof auf annähernd dreieckigem Grundriss. | 30828687 | Weitere Bilder |

### Einzelbaudenkmale in Kapern
| Lage                                           | Bezeichnung             | Beschreibung | ID       | Bild           |
| ---------------------------------------------- | ----------------------- | --- | -------- | -------------- |
| Holtorfer Straße 2 53° 1′ 12″ N, 11° 31′ 45″ O | Kirche mit Kirchhof     | Neoromanische Basilika aus rotem Backstein mit Querhaus unter Satteldach in Schieferdeckung. Chorapsis auf polygonalem Grundriss mit niedrigerer Firsthöhe, begleitet von zwei kleineren Nebenapsiden. Schlanker Westturm mit spitzem Helm. Gestaltung durch Rundbogenfenster und Rundbogenfriese. Architekt: Conrad Wilhelm Hase, Hannover. 1858/59. Mit Ausmalung von Karl Christian Andreae, Dresden. 1870. Umgestaltung durch Karl Mohrmann, Hannover. 1904. Mit Ausmalung von Wilhelm Sievers, Hannover. 1905. | 30879871 | Weitere Bilder |
| Dorfstraße 10 53° 1′ 9″ N, 11° 31′ 50″ O       | Wohn/Wirtschaftsgebäude | Eingeschossiger, giebelständiger Fachwerkbau mit Backsteinausfachung auf Backsteinsockel unter Satteldach mit Krempziegeln. Traufseitige Erschließung vom Hof auf der Ostseite. Inschrift mit Datierung „Anno 1752“ am Nordgiebel. | 30879929 | BW             |
| Dorfstraße 17 53° 1′ 7″ N, 11° 31′ 58″ O       | Gasthaus                | Langgestreckter, eingeschossiger Fachwerkbau mit Backsteinausfachung unter Satteldach mit Drempel. Mittiges Zwerchhaus in der südlichen Dachfläche, flankiert von zwei kleinen Gauben. Ausgebautes Dachgeschoss im östlichen Teil. Saal im westlichen Drittel des Hauses mit separatem Eingang, mit Bühne in einem bauzeitlichen Anbau an der Nordseite. | 30880274 | BW             |
| Dorfstraße 31 53° 1′ 2″ N, 11° 32′ 10″ O       | Wohnhaus                | Kleiner, eingeschossiger Fachwerkbau mit Backsteinausfachung auf Backsteinsockel unter Satteldach. Mehrzügiger, firstmittiger Schornstein mit auffälligem, rundbogigem Abschluss. | 30879965 | BW             |